# 第一次国共内戦
第一次国共内戦（だいいちじこっきょうないせん、第一次國共內戰）は、20世紀前半の中国で発生した国共内戦のうち、第一次国共合作の破綻を機に生じた1927年から1937年にかけての内戦を指す呼称である。第二次国共合作の成立によって終わったが、国共内戦自体は日本の降伏を機に再発した（第二次国共内戦）。旧国民政府、現在の中華民国政府はこの戦争を剿共（共産党を剿滅）、剿匪（匪賊を剿滅）と呼ぶ。
なお、単に「国共内戦」と言う場合には、一般に1946年から1950年にかけての第二次国共内戦を指すことが多い。
中華人民共和国の公式見解によれば、1921年の中国共産党成立から第一次国共合作を経て、1927年の国共分裂までを「第一次国内革命戦争」、第一次国共内戦を「第二次国内革命戦争」、または「土地革命戦争」、第二次国共内戦を「解放戦争」、「人民解放戦争」、または「第三次国内革命戦争」という。

## 内戦までの経緯

### 五・四運動の影響
1915年、第一次世界大戦中に連合国の一国であった大日本帝国が対華21ヶ条要求を北京政府に要求した。1917年にはロシア革命が起きた。第一次世界大戦後の1919年1月のパリ講和会議で敗戦国のドイツ帝国から山東省権益が戦勝国・日本に譲渡されたのを受けて、五・四運動が盛り上がった。以降、中国の青年達に共産主義思想への共感が拡大した。
五・四運動は、孫文にも影響を与え、「聯蘇容共・労農扶助」へと方針を転換した。旧来のエリートによる野合政党から近代的な革命政党へと脱皮することを決断し、ボリシェヴィキをモデルとした。実際に、のちにロシアからコミンテルン代表のボロディンを国民党最高顧問に迎え、赤軍にあたる国民革命軍と軍官学校を設立した。それゆえ、中国共産党と中国国民党とを「異母兄弟」とする見方もある。

### 第一次国共合作
結成当初の中国国民党と中国共産党は、国民革命に向けて共同歩調をとり、軍閥および北京政府に対抗する共同戦線を模索していた。1922年のコミンテルン極東民族大会における「植民地・半植民地における反帝国主義統一戦線の形成」という方針採択を受けて、1923年1月26日、孫文とソ連邦代表アドリフ・ヨッフェの共同声明である「孫文・ヨッフェ共同宣言」が上海で発表され、中国統一運動に対するソ連邦の支援を誓約し、国民党はソ連との連帯を鮮明にした。同宣言は、コミンテルン、中国国民党および中国共産党の連携の布告であった。ソ連邦の支援の元、1923年2月21日、広東で孫文は大元帥に就任した（第三次広東政府）。しかし、聯蘇容共への方針転換に対して、反共的な蔣介石や財閥系の党員らの反発も強く、孫文の死後、国民党は反共主義方針をとるようになる。他方、1923年6月、中国共産党は、第三回全国代表大会でコミンテルン代表マーリン (ヘンドリクス・スネーフリート)の指導で、国共合作が方針となった。
なお、国民党はコミンテルンの工作員ミハイル・ボロディンを1923年に迎え、孫文の軍事顧問・国民党最高顧問となった。またその前年の1922年には日本陸軍広東駐在武官佐々木到一を孫文の軍事顧問としている。佐々木は1924年に帰国するが、その後も孫文とは交遊を続けた。
1924年1月20日、軍閥および北京政府に対抗するべく、コミンテルンの仲介で第一次国共合作が成った。国民党は1924年1月20日、広東で開催した第一次全国代表大会で、綱領に「聯蘇容共」「扶助工農」の方針を明示し、第一次国共合作が成立した。中国共産党員が個人として国民党に加入する党内合作の形式を取った。黄埔軍官学校も設立され、赤軍にあたる国民革命軍の組織を開始した。
1925年、孫文が死去。孫文没後の国民党は混迷し、孫文の片腕だった廖仲愷は暗殺され、蔣介石と汪兆銘とは対立、最高顧問ボロディンは解雇されるなどした。以降、蔣介石が権力基盤を拡大する。
デモに対して上海共同租界当局は鎮圧にあたって発砲、13人が死亡した五・三〇事件が発生、以後、大衆運動の矛先は上海共同租界の代表であるイギリスに向けられ、香港などでも反英運動が展開した

### 蔣介石の上海クーデターと国共合作の崩壊
1926年の中山艦事件で蔣介石が共産党員を拘束するなどの軋轢があった。その後、国民革命軍総司令官になって実権を握った蔣介石が北伐を開始した。しかし、国共合作下で行われていた北伐の途上で、蔣介石が1927年に南京に国民政府を成立させ、同年4月12日、上海クーデターを決行した。これにより、国民党左派も共産党との連携を解消（武漢分共）し、国共合作は崩壊し、国民党と共産党は対立関係に入った。
黄文雄によると、蔣介石は第一次国共合作の頃には「赤い将軍」として共産主義を礼賛していたが、欧米の圧力や浙江財閥との関係により、上海クーデター以降は反共主義者となり、支那事変勃発前は、抗日闘争よりも共産党を弾圧する政策を優先した。また、スターリンは毛沢東よりも蔣介石を高く評価していた と言われ、中華民国を赤化させるつもりであったともいわれる。実際、西安事件の際は、毛沢東は蔣介石の処刑を主張したというが、スターリンは許可しなかった。

## 第一次国共内戦

### 中国共産党の武装蜂起の開始
1927年7月13日、中国共産党は対時局宣言を発し国共合作の終了を宣言した。共産党は武力闘争を開始し、同年8月1日の南昌蜂起を皮切りに各地で武装蜂起を繰り返したが、国民党軍に鎮圧された。この時期の共産党が引き起こした武装闘争は、内戦と呼べるほどの規模の戦闘ではなく、局所的であり散発的であった。
国民政府の主席に就任した蔣介石は意欲的に中国の近代化を推進する改革を行った。1928年にはドイツ軍のマックス・バウアー大佐を招聘し、軍事顧問団を形成し、ドイツからの最新兵器を輸入する（中独合作を参照）。また国民党の北伐は継続され、1928年6月9日には北京に入城し、北京政府を倒した。
南京国民政府でも反日世論が高まっていたが、蔣介石は日本との国力の差を考慮した上で国内統一による国力増強を最優先目標とし、反共主義の立場から、抗日政策より中国共産党との戦いを優先した。1930年2月 - 中国共産軍が瑞金に江西省ソビエトを樹立し、5月に反蔣介石連合運動との内戦中原戦争が起こり、両軍合計100万の軍勢で30万の死傷者が出た。
7月27日、中原大戦の隙をねらって中国共産党軍が1万の兵力で長沙を占拠し、湖南省ソビエト政府樹立を宣言した。8月5日、中国中央軍が、紅軍から長沙を奪回、8月15日に閻馮軍から済南を奪回した。9月18日、張学良が蔣介石支持の態度を表明し、東北軍の関内進駐によって蔣介石軍が勝利し、蔣介石の勢力は強化された。
毛沢東ら中国共産党はソ連支援の下、農村を中心として支配領域を広げ、1931年11月7日に江西省に中華ソビエト共和国臨時政府（瑞金政府）を樹立した。

### 掃共戦と中独合作
蔣介石は共産党を「共匪」と呼び、1930年12月の第一次囲剿作戦から、5次にわたる大規模な掃討戦（掃共戦）を展開した。1931年4月から5月まで第二次囲剿作戦、7月から9月まで第三次囲剿作戦を行うが、いずれも失敗した。このときに軍事顧問団団長のゲオルク・ヴェッツェルが作戦助言をしていた。
1931年12月、25師73旅旅長董振堂、25師74旅旅長季振同らの指揮で、国民党軍の26路軍は、中共側に寝返り中国工農紅軍紅5軍団に改編された (寧都蜂起)。
5月、汪兆銘らが広東国民政府を樹立し、6月に 中村大尉事件、7月に 万宝山事件が起きた。9月に満洲事変が勃発。日本の関東軍が満洲地域一帯を掌握した。1932年1月より2月にかけて、第一次上海事変が起き、3月1日に満洲国が建国された。これを受けて、南京国民政府の統治区域でも全国的に一致抗日を要求する世論が高まったが、蔣は抗日より中国共産党の掃討が大事として掃討作戦を優先し、強化した。つまり蔣介石は日本に対しては宥和的な姿勢で臨みつつ、共産党に対して激しい攻撃を加えた。
日本軍の動きによって、第四次掃共戦は同年5月へと延期され、すでに6月には15万の兵力で共産党中央部を包囲した。しかし共産党は遊撃戦を展開、1933年4月には蔣介石は撤退した。5月には、ドイツの元陸軍参謀総長ハンス・フォン・ゼークトがヴェッツェルの招きで上海に赴き、経済・軍事に関して蔣介石の上級顧問となった。ゼークトは「日本一国だけを敵とし、他の国とは親善政策を取ること」とも蔣介石に進言し 、「いまもっとも中国がやるべきは、中国軍兵に対して、日本への敵がい心を養うことだ」とも提案した。これをうけて蔣介石は、秘密警察組織である藍衣社による対日敵視政策をとるようになるが、しかし、蔣介石は対日戦よりも対共戦を優先させた。
1933年夏、ドイツ軍事顧問団も作戦に参加し、包囲網とトーチカ建造とを組み合わせた戦術を練る。10月16日、第五次掃共戦が開始。蔣介石は80万の兵力を投入し、またトーチカは3000個も築造された。
1934年1月22日、共産党は会議において、毛沢東の指導者辞任と張聞天の就任を決定。毛沢東の遊撃戦に代わって、ドイツ出身のソ連軍人で、コミンテルンからの指示で三年にわたって共産党を指揮していたオットー・ブラウンの提唱する陣地戦へと切り替えた。これは共産党軍も攻撃拠点にトーチカを設け、敵をトーチカから誘い出し、突撃する作戦で、短促突撃と名付けられた。
1933年10月16日、蔣介石は第五次囲剿作戦を開始、兵力80万で共産軍15万を攻撃した。国民党軍は翌1934年4月28日、共産軍から広昌を、5月16日に建寧を8月31日に駅前を、10月に石城、興国を奪回し、共産党は壊滅寸前の状態に追い込まれた。10月14日から中国共産党の長征が始まった。
1934年1月には、中国内のドイツ軍事産業を統括する「Handelsgesellschaft fur industrielle Produkte」（工業製品営利会社、ハプロ）がベルリンで設立され、同年4月には、ゼークト大将はヴェッツェル中将に代わって軍事顧問団団長に就任。さらに中国軍事委員会の総顧問に就任し、ドイツ製武器を装備した二十個師団の形成、教導総隊、中央士官学校、陸軍大学校、化学戦学校、憲兵訓練学校、防空学校などを南京に設立していく。また同年4月、広昌の共産党トーチカは、蔣介石によって攻略され、共産党軍は4000人の戦死者を出す。
1934年8月23日、ハプロと中国との間で、対等条約である「中国稀少資源及びドイツ農業・工業製品交換条約」が調印され、国民政府は、ドイツ製品とその開発支援と交換に中国産の軍需資源の提供を約束した。国民政府は、中国共産党との内戦で軍事費が増大して財政赤字が膨らんでおり、外国からの借款が難しい状況だったので、この物々交換は中国とドイツの双方に利益をもたらした。
同年10月14日、共産党軍は、瑞金から脱出したが、蔣介石に追撃され、共産党は65000の兵士を失い、35000兵までに減少した。第五次掃共戦は、国民党の圧勝であった。共産党は西部奥地ソ連国境に近い延安へ逃れた（共産党の言い方では長征）。

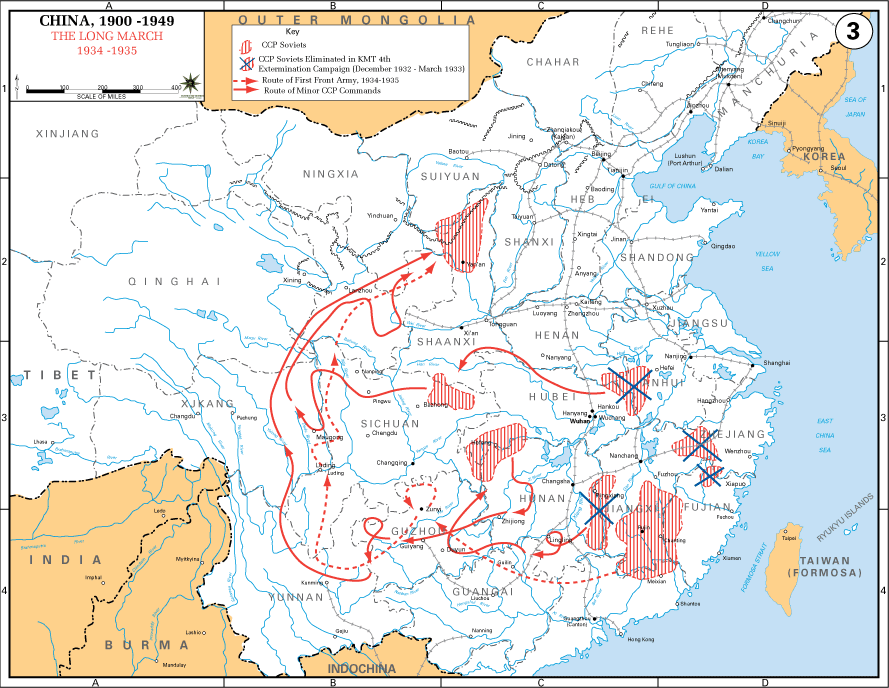
長征

1936年2月17日、突然、中共軍が山西省内に侵入し3分の1を占領、国民革命軍中央軍7個師、商震軍2個師が派遣されると、5月5日に回師宣言（撤退）をして引き揚げた。3月12日、ソ連が外蒙古と相互援助協定を締結、外蒙古との軍事同盟を固めた。4月9日、張学良は、東北軍が中国共産軍よりも対日戦を望んでいたことを背景に周恩来と秘密会談を行い、中国内戦の停止に合意した。

### 西安事件 (1936年)
1936年12月7日、張学良は蔣介石に対し、国共内戦を停止し対日戦に向かうことが救国となると勧告したが、蔣は張学良は共産党に惑わされていると一喝した。12月12日、張学良の親衛隊が宿泊先を襲撃して蔣介石を拘束拉致した。西安に拘禁された蔣介石は国民党と共産党の再合作を迫られた。蔣介石は共産党周恩来らとの会談で反共姿勢から抗日姿勢への転換を受諾した。共産党の翻意で張学良は蔣介石に恭順して、12月26日に蔣介石と張学良が連立って南京に帰還したことで、西安事件は一旦は収まった。張学良が提案した内戦停止と一致抗日統一戦線結成は世論の支持を受け、蔣介石も無視できなくなった。それゆえ、1937年2月に開かれた中国国民党第五期第三次中央執行委員全体会議では、2月15日に赤化根絶決議を採択し、日本側へコミンテルンとの連絡をやめない限りは共産党の存在は認めないと伝えた。西安事件後を契機に壊滅寸前の共産党は、コミンテルンの方針もあり国民党との合作に活路を見つけようとした。しかしながら、国民党内の共産党不信は根強く合作の交渉を捗らなかった。4月12日、ソ連大使ボゴモロフが上海で国民政府に対し、英米仏など太平洋関係諸国と集団互助協定を締結するか、中ソ相互不可侵協定の締結を提案し、協定が締結されなくともソ連は5000万元の武器を供与できると提案した。

### 日中戦争と第二次国共合作
1937年、日中戦争（日本側の当時の呼称：支那事変）が勃発した。7月7日、北京郊外盧溝橋で日中両軍の小規模な衝突が発生した（盧溝橋事件）。共産党は発生の翌日全面交戦を呼掛けたが、現地で停戦協定が結ばれ（7月11日）戦火の拡大は防がれた。しかしながら軍事的な衝突はその後も各地で発生し、終には上海で日中両軍は航空戦を含む全面的な戦闘状態に入った（8月13日、第二次上海事変）。
日本軍との軍事的衝突の矢面に立たされた蔣介石国民政府は、ソ連との中ソ不可侵条約締結 (8月21日、同29日発表)と共産党の合法化で共産主義勢力との連携で難局を打開を試み、第二次国共合作に入った (1937年-1945年)。滞っていた共産党との交渉は、中ソ不可侵条約の締結翌日に共産党軍の国民政府軍への編入となり、日中両軍が激戦中の9月22日に、共産党が国民党に出した「国難に赴く宣言」（国民党政府への忠誠宣言）と、それを受けての蔣介石談話が放送されて、ようやく対立抗争の終結が宣言され、紅軍（共産党軍）が国民革命軍第八路軍（八路軍）として形式上は国民党軍の指揮下に組み込まれた。ただし、抗日戦争中より国民党と共産党の間に衝突も起こっており、両者の共闘が必ずしも成功していたわけではない。また近年、第二次国共合作の成立は疑わしいとする説もある（国共合作を参照）。
国民政府は、米英の物資援助も入れて、精鋭部隊をつぎ込んだ全面戦争を行なった。アメリカは、蔣介石の妻の宋美齢によるフランクリン・ルーズベルト大統領への強い働きかけを受けて「義勇軍」という形を取って1941年から中華民国軍に武器や軍事顧問の派遣などの形で援助を行ったほか、同年12月の日本との開戦後には中国共産党軍にも武器などの軍事支援を行った。
1943年、蔣介石が「中国の命運」という文章を発表すると、毛沢東は「反共産主義、反自由主義」だとして批判した。戦争終結直前の1945年5月には、蔣介石国民党は第六回全国大会で孫文の提唱していた革命三段階論のうち，軍政、訓政の次の段階である憲政に入ると宣言した。これに対抗して共産党側は第七回党代表大会で「連合政府論」構想を打ち出し、国民党政権を糾弾した。

### 年表
1926年（昭和元年）
- 3月20日 - 中山艦事件

1930年（昭和5年）
- 2月 - 中国共産軍が瑞金に江西省ソビエトを樹立
- 5月 - 中原戦争
- 7月27日 - 長沙暴動。
- 8月5日 - 中国、中央軍が、紅軍から長沙を奪回。8月15日には中央軍が、閻馮軍から済南を奪回。
- 9月18日 - 張学良が、蔣介石支持の態度表明。
- 12月 - 中国、中央軍が紅軍に対し、第一次囲剿作戦。

1931年（昭和6年）
- 4月1日 - 中国、中央軍が紅軍に対し、第二次囲剿作戦。
- 5月 - 汪兆銘らが中華民国広東国民政府を樹立。
- 6月 - 中村大尉事件。
- 7月1日 - 中国、中央軍が紅軍に対し、第三次囲剿作戦。
- 7月2日 - 万宝山事件[21]。
- 7月3日 - 朝鮮排華事件
- 9月18日 - 満州事変勃発。
- 9月 - 蔣介石、広東派の汪兆銘との合体を目指すが不調に終わる。
- 11月7日 - 共産党、中華ソビエト共和国臨時政府（瑞金政府）が樹立。
- 11月8日 - 奉天特務機関が、反張学良の馮玉祥と連絡し、清朝の廃帝溥儀を脱出させ、満洲入りさせる。11月19日には日本軍が、チチハル占領。
- 11月 - 中国の学生1万人が、蔣介石の北上を促すため南京に集まった。
- 12月 - 犬養首相が、張学良に錦州からの撤兵を要請し、張学良が了承した。

1932年（昭和7年）
- 1月3日 - 中国正規軍が、満洲から一掃され、満洲事変の軍事面は終了。
- 1月28日 - 第1次上海事変勃発。
- 3月1日 - 中国軍、上海から撤退。
- 3月1日 - 満洲国が建国宣言。
- 5月5日 - 上海停戦協定。
- 5月15日 - 五・一五事件。犬養内閣が倒れた。
- 5月26日 - 斎藤内閣が成立。
- 10月 - リットン調査団が報告発表。

1933年（昭和8年）
- 1月1日 - 山海関事件。
- 2月23日 - 日本軍、熱河省侵攻。翌日の2月24日に日本は、国際連盟を脱退。
- 5月31日 - 塘沽協定締結。満洲事変が停戦。中国国民党政府は長城以南に非武装地帯を設定、満洲国への通車・通郵手続きを承認、事実上満洲国の存在を黙認した 。
- 10月16日 - 中国、中央軍が紅軍に対し、第五次囲剿作戦。

1934年（昭和9年）
- 3月1日 - 愛新覚羅溥儀が満洲国皇帝に即位（康徳帝）。
- 3月 - 西南旅行の途次、南京に立ち寄った松井石根大将と蔣介石が対共政策・北伐について会談。
- 4月28日 - 中国、政府軍が、共産軍から広昌を奪回。5月16日には建寧を、8月31日には駅前」を、10月には石城、興国を共産軍から奪回した。
- 7月8日 - 斎藤内閣が総辞職、岡田内閣が成立。
- 10月14日 - 中国共産党、長征開始。
- 12月 - 日本、ワシントン海軍軍縮条約廃棄を通告。

1935年（昭和10年）
- 1月22日 - 廣田外相が、議会にて「不侵略」を表明。
- 3月1日 - 中国、党宣伝部長が「排日行動を停止すべし」と表明。
- 5月2日 - 親日新聞社長暗殺事件。
- 6月10日 - 梅津・何応欽協定（華北分離工作の始まり[注釈 2]）。
- 6月27日 - 土肥原・秦徳純協定。
- 8月1日 - 中国共産党の八・一宣言。
- 11月 - 上海、中山水兵射殺事件。
- 11月25日 - 日本、冀東防共自治政府を樹立させる。
- 12月18日 - 中国、冀察政務委員会を設置。
- 灤州事件。

1936年（昭和11年）
- 1月13日 - 日本、第一次北支処理要綱を閣議決定。
- 2月17日 - 中共軍は山西省内に侵入し国民革命軍の内、特に山西軍と交戦。
- 2月26日 - 二・二六事件。
- 3月9日 - 岡田内閣が総辞職、廣田内閣が成立した。
- 4月9日 - 張学良と周恩来が会談。
- 5月-6月 日本、支那駐屯軍を増強し、北平・天津・豊台などに配置。
- 6月7日 - 両広事変
- 7月10日 - 萱生事件。
- 8月7日 - 廣田内閣、五相会議で大陸・南方進出と対ソ英米方針[注釈 3]
- 8月11日 - 日本、第二次北支処理要綱を制定。
- 8月24日 - 成都事件（日本人4名が死傷）。
- 9月3日 - 北海事件（日本人1名が死亡）。
- 9月19日 - 漢口で、日本領事館の吉岡巡査が暗殺。
- 9月23日 - 上海日本人水兵狙撃事件（日本人4名が死傷）。
- 10月 - 中国共産党の長征終了。
- 11月 - 綏遠事件（独立を目指す内蒙古軍とそれを支援する関東軍に、国民革命軍が勝利）。
- 12月13日 - 西安事件（張学良らが蔣介石を監禁、スターリン仲介のもと反共姿勢から抗日姿勢への転換を迫られる）。

1937年（昭和12年）
- 2月2日 - 第二次西安事変
- 2月2日 - 日本、廣田内閣から、林内閣へ。
- 2月15日 - 中国国民党第五期第三次中央執行委員全体会議で、対日戦発動案が提議。
- 4月16日 - 日本、第三次北支処理要綱を制定。
- 4月 - 中国国民政府、税警団を青島方面に派遣。緊張が高まる。
- 5月 - 汕頭事件。
- 5月 - 蔣介石、ドイツ政府に高射砲、魚雷、機雷の提供を要請。
- 6月4日 - 日本、林内閣から第1次近衛内閣へ。

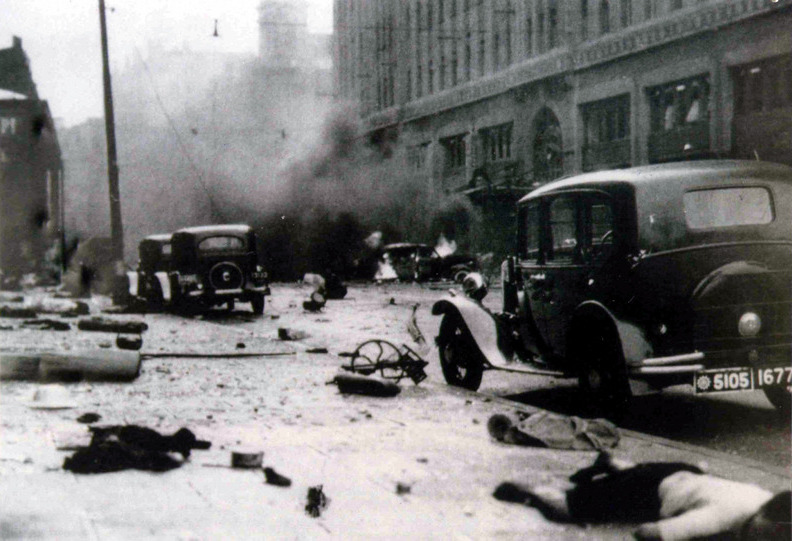
中国軍による上海フランス租界避難民への爆撃。

- 7月7日 - :盧溝橋事件（北京郊外の盧溝橋で日本軍と中国国民党軍が衝突。支那事変の勃発）
- 7月11日 - 近衛文麿内閣、関東軍・朝鮮軍・内地師団の華北派兵、および現地解決、不拡大方針を閣議決定[23]。また「北支派兵に関する政府声明」において、事件を北支事変とし華北へ出兵することが発表される。
- 同日-関東軍の独立混成第11旅団と独立混成第1旅団、朝鮮軍の第20師団に華北派遣が発令され、支那駐屯軍に編入[注釈 4]。
- 同日-現地停戦協定成立。それに伴い内地師団動員は見合わせ。
- 7月13日 - 大紅門事件（北平（北京）大紅門で日本軍トラックが中国兵に爆破され日本兵4人死亡）。
- 7月17日 - 蔣介石、廬山において「最後の関頭」演説（日本の出方次第では徹底抗戦する意志を表明）。
- 同日 - 五相会議で現地停戦協定の交渉期限を19日までと決定。
- 7月19日 - 盧溝橋事件の停戦協定の細目が成立。
- 同日 - 蔣介石、現地停戦協定には中央政府の承認が必要（譲歩的として現時点では非承認）とし、日中両軍の同時撤退案と外交交渉を通告すると共に広く「最後の関頭」を宣言する。
- 7月20日 - 盧溝橋城の中国軍が日本軍に対して一斉射撃。日本軍が盧溝橋城壁に反撃。条件付ながら内地師団動員を閣議決定。
- 7月21日 - 参謀本部、内地師団動員を一時見合わせ。
- 7月25日 - 郎坊事件（鉄道駅で国民革命軍が日本軍を襲撃し戦闘が勃発）。
- 7月26日 - 広安門事件（中国軍の諒解を得て広安門居留民保護に駆けつけた日本軍が広安門で中国軍より銃撃を受ける）。
- 7月27日 - 内地師団動員を下令。第5師団・第6師団・第10師団を支那駐屯軍に編入。
- 7月28日 - 日本軍（支那駐屯軍）、華北で総攻撃を開始。
- 7月29日 - 通州事件（中国軍の冀東防共自治政府保安隊が日本軍特務機関・日本人居留民（朝鮮系日本人を含む）に対して行った虐殺、強姦、放火事件）。日本国内で反中感情が高まる。
- 同日 - 日本軍（支那駐屯軍）、北平・天津地区を制圧。
- 8月9日 - 日本軍（関東軍）、察哈爾省攻略開始（チャハル作戦）。
- 同日 - 大山中尉殺害事件。
- 8月13日 - 包囲していた中国軍と国際租界の日本海軍陸戦隊の交戦が開始される（第二次上海事変）。
- 同日 - 日本海軍、渡洋爆撃命令を発令。
- 8月14日 - 中国空軍機による上海租界空爆により各国民間人に大きな被害。14日より16日にかけて、日本海軍航空隊の96式陸攻38機が、南昌・南京・広徳・抗州を台南の新竹基地と長崎大村基地からの渡洋爆撃開始[24]。14日より30日にかけて、同軍のべ147機が済州島・台北から出撃。広徳・南昌・南京などを空襲。未帰還機14機、大破13機。
- 8月15日 - 第1次近衛内閣、戦争目的として「暴支膺懲」を表明。日本陸軍、上海派遣軍編成命令。日本海軍機、南京・南昌の飛行場を渡洋爆撃[24]。
- 同日 - 中華民国は全国総動員令を発し、大本営を設置して陸海空軍総司令に蔣介石が就任、戦時体制を確立す。
- 8月20日 - 日本海軍、漢口爆撃[24]。
- 8月21日 - 中ソ不可侵条約締結（ソ連の軍事援助）。
- 8月22日 - 共産党軍の国民政府軍への編入。西北地域の紅軍を国民革命軍第8路軍に改編（八路軍）。
- 8月25日 - 中国共産党、『抗日救国十大綱領』を発表
- 8月下旬、国民政府の蔣介石は自軍が日本軍の前に敗走を重ねる原因を「日本軍に通じる漢奸」の存在によるものとして陳立夫を責任者として取締りの強化を指示し、「ソビエト連邦のゲーペーウー(GPU)による殺戮政治の如き」漢奸狩りを開始した[25]。
- 8月31日 - 支那駐屯軍を廃止、北支那方面軍・第1軍・第2軍編成。
- 8月末 - 上海派遣軍、上海上陸開始。
- 9月2日 - 日本、北支事変を支那事変と改称。
- 9月5日 - 日本海軍、中国大陸沿岸の封鎖を宣言。
- 9月9日 - 陽高事件（山西省の陽高で、関東軍が中国人を虐殺）。
- 9月13日 - 国民政府、日本軍の行為を国際連盟に提訴。
- 9月14日 - 日本軍（北支那方面軍）、北平・天津より南進を開始。保定攻略。
- 9月15日〜22日 - 日本海軍航空隊、広東方面攻撃[24]。22日までに中国空軍、全滅[注釈 5]。日本軍の広東空襲に際し国民政府が、赤と緑の明かりを点滅させて空爆の為の指示を出したとして、一週間で100人以上の「スパイ」が処刑される(漢奸狩り参照)[26]。第二次上海事変勃発後、上海南市老西門広場では、毎日数十人が漢奸として処刑され、その総数は4,000名に達し、中には政府の官吏も300名以上含まれていた[注釈 6]。
- 9月21日 〜22日 - 日本陸軍航空部隊、太原飛行場を爆撃。 同21日には国際連盟の日中紛争諮問委員会が開催[24]。
- 9月22日 - 共産党国難に赴く宣言と蔣介石談が放送される。通称「第二次国共合作」と呼ばれる。
- 9月23日 - 日本海軍航空隊、南昌を爆撃[24]。
- 9月24日 - 日本海軍航空隊、漢口を爆撃[24]。
- 9月28日 - 国際連盟の日中紛争諮問委員会、総会で日本軍による中国の都市への空爆に対する非難決議を満場一致で採択。8月15日から9月25日までの合計11次に及ぶ日本軍により無差別攻撃は、同年4月26日のゲルニカ爆撃と並んで、世界航空戦史未曾有の大空襲だった[注釈 7]。
- 10月2日 - 日本軍（北支那方面軍）、太原攻略開始（山西作戦）。
- 10月5日 - 国際連盟、諮問委員会で日本の軍事行動を九カ国条約・不戦条約違反とする決議採択（翌10月6日、総会でも決議）。同日、米国のルーズベルト大統領、シカゴで侵略国を批判する「隔離」演説。
- 10月10日 - 日本軍（第1軍）、石家荘占領。
- 10月12日 - 華中の紅軍を新四軍に改編。
- 10月17日 - 日本軍（関東軍）、包頭を占領（チャハル作戦終了）。
- 11月2日 - トラウトマン駐華ドイツ大使による和平工作始まる（トラウトマン工作）。
- 11月3日～11月15日 - ブリュッセルで九カ国条約会議開催、日本を非難する宣言採択。
- 11月5日 - 日本軍（第10軍）、杭州湾に上陸。
- 11月7日 - 中支那方面軍編成。
- 11月8日 - 日本軍（北支那方面軍）、太原占領。
- 11月9日 - 蔣介石、上海から撤退命令。
- 11月12日 - 日本軍、上海を占領。
- 11月19日 - 日本軍（中支那方面軍）、蘇州攻略。
- 11月20日 - 日本、大本営設置。
- 同日 - 国民政府（蔣介石）、南京より重慶へ遷都。
- 11月22日 - 日本、内蒙古に蒙疆連合委員会を樹立させる（後に蒙古連合自治政府）。
- 11月27日 - 日本軍（中支那方面軍）、無錫攻略。
- 11月29日 - 日本軍（中支那方面軍）、常州攻略。
- 12月1日 - 大本営、中支那方面軍に南京攻略を許可（南京攻略戦）。
- 12月10日 - 日本軍（中支那方面軍）、南京攻撃開始。